# NGC 53
NGC 53 (ook wel PGC 982, ESO 111-20, FAIR 3 of AM 0012-603) is een balkspiraalstelsel in het sterrenbeeld Toekan.
NGC 53 werd op 15 september 1836 ontdekt door de Britse astronoom William Herschel.